# Liste der Monuments historiques in Hombourg-Haut
Die Liste der Monuments historiques in Hombourg-Haut führt die Monuments historiques in der französischen Gemeinde Hombourg-Haut auf.

## Liste der Bauwerke
| Bezeichnung               | Beschreibung | Standort                                                       | Kennzeichnung | Schutzstatus | Datum | Bild           |
| ------------------------- | --- | -------------------------------------------------------------- | ------------- | ------------ | ----- | -------------- |
| Château d’Hausen          | Schloss, um 1762 erbaut; einschließlich der Nebengebäude und des Parks mit Grotte, Gärtnerhaus und Umfriedung; heute Hôtel de Ville | 17 rue de Metz (Lage)                                          | PA57000043    | Inscrit      | 2019  | weitere Bilder |
| Burg und Stadtbefestigung | Ruine einer Höhenburg, um 1250 erbaut, 1735 zerstört; Stadtbefestigung, 17. Jahrhundert, Entwurf von Sébastien Le Prestre de Vauban | Rue Sainte-Catherine, Rue de l’Église, Rue des Remparts (Lage) | PA00106788    | Classé       | 1930  | weitere Bilder |
| Kapelle Ste-Catherine     | um 1300 erbaut; vermutlich die ehemalige Burgkapelle                                                                                | Rue Sainte-Catherine (Lage)                                    | PA00106787    | Classé       | 1895  | weitere Bilder |
| Kirche St-Étienne         | ehemalige Stiftskirche; von 1290 bis 1390 erbaut                                                                                    | Rue de l’Église (Lage)                                         | PA00106789    | Classé       | 1930  | weitere Bilder |
| Franziskanerkloster       | von 1766 bis 1769 erbaut | 82 rue de l’Église (Lage)                                      | PA57000035    | Classé       | 2012  |                |

## Liste der Objekte
| Bezeichnung                             | Beschreibung | Standort                                     | Kennzeichnung | Schutzstatus | Datum | Bild |
| --------------------------------------- | --- | -------------------------------------------- | ------------- | ------------ | ----- | ---- |
| Skulptur Heiliger Franziskus von Assisi | Holz, farbig gefasst, 17. oder 18. Jahrhundert                                                                                                | in der Kapelle St-Nicolas (Lage)             | PM57000808    | Inscrit      | 1991  |      |
| Skulptur eines heiligen Bischof         | Holz, farbig gefasst, 18. Jahrhundert | in der Kapelle St-Nicolas (Lage)             | PM57000810    | Inscrit      | 1991  |      |
| Hauptaltar                              | Altartisch, Retabel und Gemälde; Holz, farbig gefasst, sowie Ölfarbe auf Leinwand, 18. und 19. Jahrhundert; wohl aus der Kirche St-Étienne    | in der Kapelle St-Nicolas (Lage)             | PM57000804    | Inscrit      | 1991  |      |
| Hubertusaltar                           | rechter Seitenaltar; Altartisch, Retabel, Altarkreuz und eine Skulptur; Holz, farbig gefasst, 18. Jahrhundert; wohl aus der Kirche St-Étienne | in der Kapelle St-Nicolas (Lage)             | PM57000806    | Inscrit      | 1991  |      |
| Glocke                                  | Bronze, Schmiedeeisen, um 1500 | in der Kapelle St-Nicolas (Lage)             | PM57000581    | Classé       | 1995  |      |
| Marienaltar                             | linker Seitenaltar; Altartisch, Retabel und eine Skulptur; Holz, farbig gefasst, 18. Jahrhundert; wohl aus der Kirche St-Étienne              | in der Kapelle St-Nicolas (Lage)             | PM57000805    | Inscrit      | 1991  |      |
| Kruzifix                                | Holz, farbig gefasst, 18. Jahrhundert | in der Kapelle St-Nicolas (Lage)             | PM57001089    | Inscrit      | 1991  |      |
| Monstranz                               | Silber und Bronze, vergoldet, Glas, 1773 | in der Kirche St-Étienne (Lage)              | PM57000100    | Classé       | 1982  |      |
| Pietà                                   | Holz, farbig gefasst, 17. oder 18. Jahrhundert                                                                                                | in der Kapelle St-Nicolas (Lage)             | PM57000807    | Inscrit      | 1991  |      |
| Skulptur heiliger Antonius von Padua    | Holz, farbig gefasst, 17. oder 18. Jahrhundert                                                                                                | in der Kapelle St-Nicolas (Lage)             | PM57000809    | Inscrit      | 1991  |      |
| Kruzifix                                | Holz, farbig gefasst, 17. oder 18. Jahrhundert                                                                                                | in der Kapelle St-Nicolas (Sakristei) (Lage) | PM57000494    | Classé       | 1993  |      |